# Cochliophorus
Cochliophorus là một chi bọ cánh cứng trong họ Meloidae.
Chi này được miêu tả khoa học năm 1891 bởi Escherich.

## Các loài
Chi này gồm các loài:
- Cochliophorus reitteri Escherich, 1891